# Демократическая партия народов
Демократическая партия народов (ДПН) (тур. Halkların Demokratik Partisi, HDP, курд. Partiya Demokratîk a Gelan, PDG) — турецкая левая политическая партия, представляющая интересы курдского национального меньшинства. Союзница курдской Демократической партией регионов.
Партия является членом Прогрессивного альянса, а также консультативным членом Социалистического интернационала и Партии европейских социалистов. Предшественница — Партия мира и демократии, фактическая современная преемница — Партия народного равенства и демократии.

## Основание
Демократическая партия народов была основана в 2012 году как политическое крыло Демократического конгресса народов (ДКН) — коалиции антикапиталистических движений социалистического толка. В ДКН вошли курдская Партия мира и демократии, демосоциалистическая Партия социалистической демократии (бывшая фракция Партии свободы и солидарности), «Зелёная и левая партия будущего», троцкистская Революционная социалистическая рабочая партия, марксистско-ленинская Социалистическая партия возрождения, маоистские Рабочая партия и Социалистическая партия угнетённых, ряд леворадикальных и феминистических групп, профсоюзы, организации меньшинств, включая помаков и армян.
Демократическую партию народов называли турецким аналогом широких левых партий наподобие СИРИЗА и Подемос. В 2014 году ДПН возглавили лидер курдской Партии мира и демократии Селахаттин Демирташ и руководительница марксистско-ленинской Социалистической партии угнетённых Фиген Юксекдаг.

## Принципы
Демократическая партия народов призывает покончить с гендерной, национальной, религиозной и расовой дискриминацией. В своих избирательных списках партия обеспечивает квоту в 50 % для женщин и квоту в 10 % для представителей ЛГБТ-сообщества. Кроме того, ДПН, являясь энвайроменталистской, выступала против атомной энергетики и активно поддерживала протесты в защиту парка Гези. Она резервирует места для кандидатов из национальных меньшинств: азербайджанцев, алевитов, армян, ассирийцев, лазов, ромов, черкесов. ДПН выступает против турецкого национализма и призывает к открытию границы с Арменией.
Представители партии открыто встречались с заключённым Абдуллой Оджаланом (который, собственно, и был инициатором создания ДПН) и посредничали в переговорах между турецким правительством и Рабочей партией Курдистана. Оппоненты ДПН обвиняют её в причастности к Союзу общин Курдистана.
Хотя ДПН рассматривается как очередная версия политического представительства курдов в турецкой политике, в отличие от своих предшественниц (от Народной партии труда до Партии демократического общества и Партии мира и демократии, большая часть которых была запрещена конституционным судом по обвинениям в связях с Рабочей партией Курдистана), она стремится преодолеть раскол между турками и курдами.

## Деятельность и участие в выборах

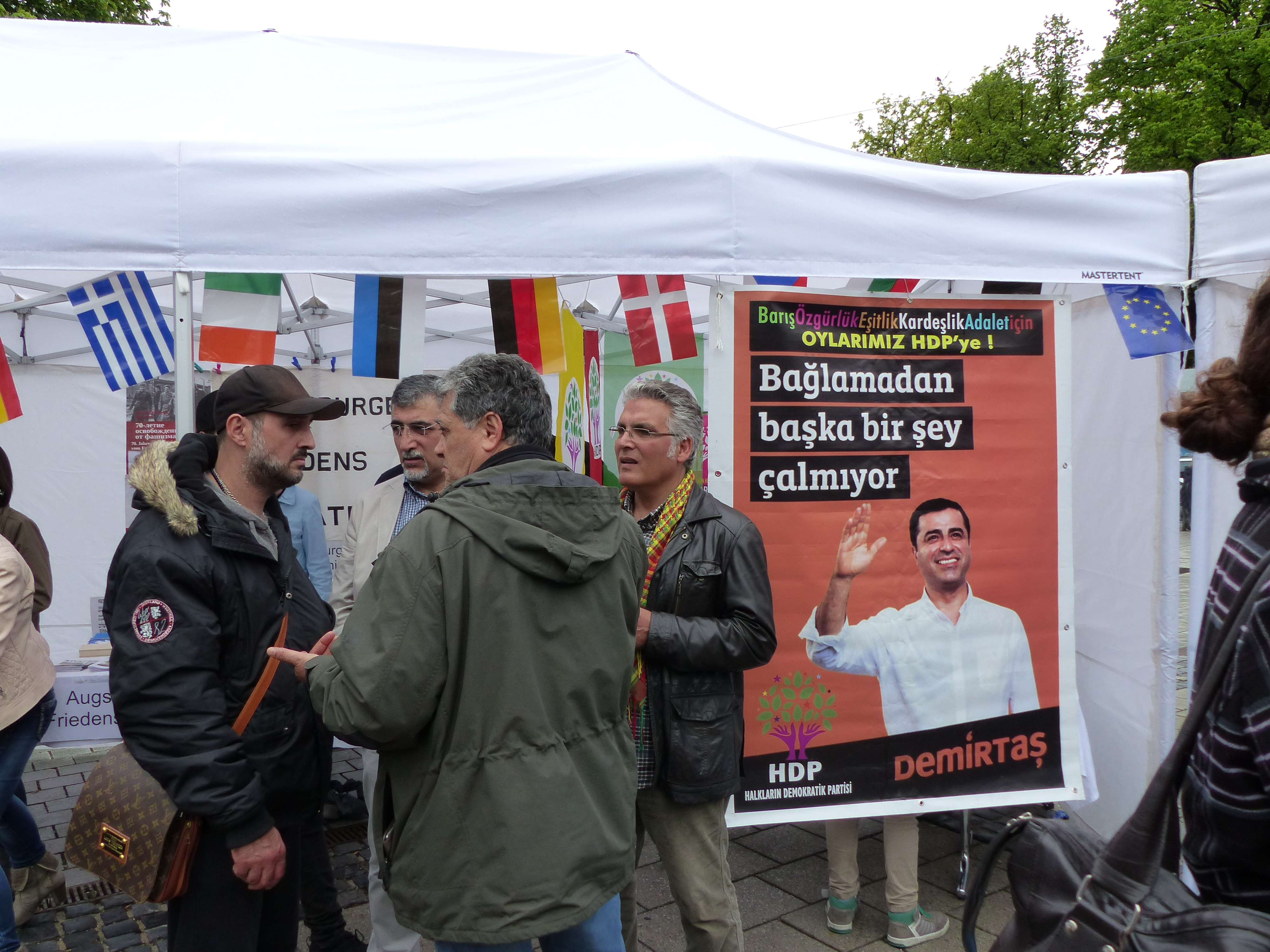
Предвыборная кампания ДПН в Германии на парламентских выборах 2015 года.

На местных выборах 2014 года вместе с Демократической партией регионов (которая выступала в Курдистане, а ДПН — в остальной части страны) получила 6,2 % голосов, а на президентских выборах 2015 года её кандидат Демирташ получил 9,76 % голосов, в основном с юго-востока Турции. 28 августа 2014 года 21 депутат от Партии мира и демократии, предшественницы ДПН, перешёл в Демократическую партию народов.
Чтобы консолидировать голоса левых на парламентских выборах 2015 года, Демократическая партия народов вела переговоры с Объединённым июльским движением — революционно-социалистической платформой, объединяющей такие силы, как Партия свободы и солидарности, Партия труда и обе части расколовшейся Коммунистической партии.
Первый успех партии связан с парламентскими выборами в 2015 году, где Демократическая партия народов смогла пройти 10-процентный барьер (6 280 302 голосов, или 13,12 % от всех поданных голосов) и получить ровно 80 мест в законодательном органе. На зарубежных избирательных округах ДПН заняла второе место с 20,41 % голосов.
К тому же проход ДПН в парламент завершил период единоличного правления Партии справедливости и развития и не дал её лидеру Реджепу Эрдогану поменять политическую систему с парламентской на президентскую. Члены партии вошли в состав временного правительства Турции.

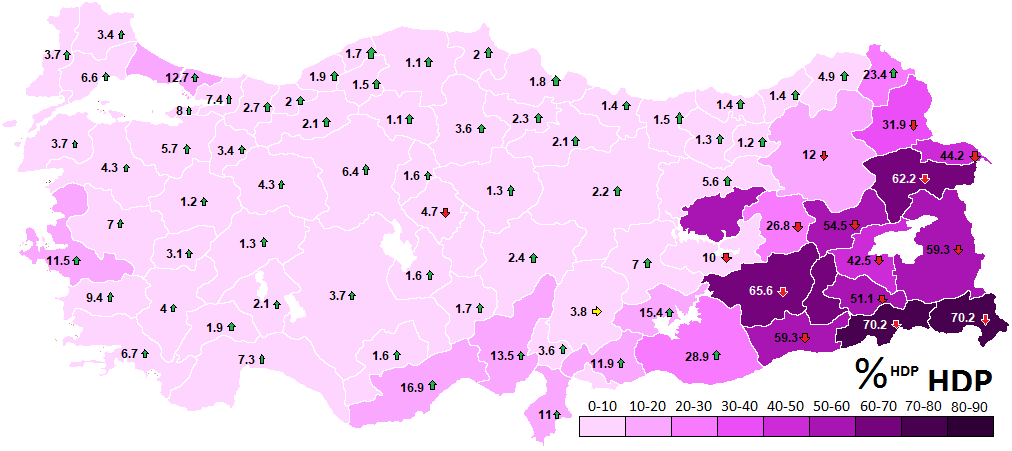
Результаты ДПН на последних парламентских выборах 2018 года.

В ноябре 2015 года на внеочередных парламентских выборах партия снова преодолевает десятипроцентный барьер и становится третьей политической силой в стране.
Перед конституционным референдумом 2017 года партия активно агитировала против принятия поправок к конституции, существенно увеличивавших властных полномочий президента Турции.
Многие из её активистов и руководителей, включая Селахаттина Демирташа, находятся под арестом из-за чисток и преследований, развёрнутых правительством Эрдогана после неудачной попытки военного переворота, хотя ДПН активно выступила против переворота.
На парламентских выборах 2018 года партия набрала 11,7% и получила 67 мест в парламенте. Вновь став третьей по численности партией в парламенте.
В марте 2019 года на коммунальных выборах выиграла в общем 65 постов глав городов и регионов, но к марту 2020 года 36 избранных глав (включая три крупных города: Диярбакыр, Мардин и Ван) были лишены своих должностей по решению Министерства внутренних дел.

## Руководство партии

### Сопредседатели
В ДПН действует система сопредседателей, в рамках которой партию возглавляют один сопредседатель и одна сопредседательница, избираемые на партийных съездах. С момента своего создания в 2012 году партия насчитывала в общей сложности десять лидеров, пять мужчин и пять женщин.
| № | Сопредседатель (год рождения — год смерти) | Портрет           | Сопредседательница (год рождения — год смерти) | Портрет         | Срок               | Срок            |
| - | ------------------------------------------ | ----------------- | ---------------------------------------------- | --------------- | ------------------ | --------------- |
| 1 | Явуз Онен (1938-)                          |                   | Фатма Гёк (1948-)                              |                 | 15 октября 2012    | 27 октября 2013 |
| 2 | Эртугрул Кюркчю (1948-)                    |                   | Себахат Тунджел (1975-)                        |                 | 27 октября 2013    | 22 июня 2014    |
| 3 | Селахаттин Демирташ (1973-)                |                   | Фиген Юксекдаг (1971-)                         |                 | 22 июня 2014       | 9 марта 2017    |
| 4 | Селахаттин Демирташ (1973-)                | Серпиль Кемальбай |                                                | 9 марта 2017    | 11 февраля 2018    |                 |
| 5 | Сезай Темелли (1963-)                      |                   | Первин Булдан (1967-)                          |                 | 11 февраля 2018    | 23 февраля 2020 |
| 6 | Митхат Санджар (1963-)                     |                   | Первин Булдан (1967-)                          | 23 февраля 2020 | по настоящее время |                 |

### Почетный президент
На втором внеочередном съезде партии ушедший с поста сопредседателя Эртугрул Кюркчю стал почетным президентом партии ДПН.